# 2023-as Ázsia-kupa
A 2023-as Ázsia-kupa az Ázsiai Labdarúgó-szövetség (AFC) szervezésében 18. alkalommal megrendezésre kerülő Ázsia-kupa volt, amely az ázsiai kontinens legrangosabb labdarúgótornája. A tornát 2024. január 12. és február 10. között rendezték Katarban.
A döntőben Katar 3–1-re győzte le Jordániát, amivel megvédte címét.

## Selejtezők

### Résztvevő csapatok
A következő csapatok vesznek részt a Ázsia-kupán:
| Ország                  | Kvalifikáció módja                                                  | Kvalifikáció időpontja | Részvételek száma (az aktuálissal együtt) |
| ----------------------- | ------------------------------------------------------------------- | ---------------------- | ----------------------------------------- |
| Kína                    | Eredeti rendező és a második forduló, A csoport második helyezettje | 2019. június 4.        | 13                                        |
| Japán                   | Második forduló, F csoport győztese                                 | 2021. május 28.        | 10                                        |
| Szíria                  | Második forduló, A csoport győztese                                 | 2021. június 7.        | 7                                         |
| Katar                   | Rendező és a második forduló, E csoport győztese                    | 2021. június 7.        | 11                                        |
| Dél-Korea               | Második forduló, H csoport győztese                                 | 2021. június 9.        | 15                                        |
| Ausztrália              | Második forduló, B csoport győztese                                 | 2021. június 11.       | 5                                         |
| Irán                    | Második forduló, C csoport győztese                                 | 2021. június 15.       | 15                                        |
| Szaúd-Arábia            | Második forduló, D csoport győztese                                 | 2021. június 15.       | 11                                        |
| Egyesült Arab Emírségek | Második forduló, G csoport győztese                                 | 2021. június 15.       | 11                                        |
| Irak                    | Második forduló, C csoport második helyezettje                      | 2021. június 15.       | 10                                        |
| Omán                    | Második forduló, E csoport második helyezettje                      | 2021. június 15.       | 5                                         |
| Vietnám                 | Második forduló, G csoport második helyezettje                      | 2021. június 15.       | 5                                         |
| Libanon                 | Második forduló, H csoport második helyezettje                      | 2021. június 15.       | 3                                         |
| Palesztina              | Harmadik forduló, B csoport győztese                                | 2022. június 14.       | 3                                         |
| Üzbegisztán             | Harmadik forduló, C csoport győztese                                | 2022. június 14.       | 8                                         |
| Thaiföld                | Harmadik forduló, C csoport második helyezettje                     | 2022. június 14.       | 8                                         |
| India                   | Harmadik forduló, D csoport győztese                                | 2022. június 14.       | 5                                         |
| Hongkong                | Harmadik forduló, D csoport második helyezettje                     | 2022. június 14.       | 4                                         |
| Tádzsikisztán           | Harmadik forduló, F csoport győztese                                | 2022. június 14.       | 1                                         |
| Kirgizisztán            | Harmadik forduló, F csoport második helyezettje                     | 2022. június 14.       | 2                                         |
| Bahrein                 | Harmadik forduló, E csoport győztese                                | 2022. június 14.       | 7                                         |
| Malajzia                | Harmadik forduló, E csoport második helyezettje                     | 2022. június 14.       | 4                                         |
| Jordánia                | Harmadik forduló, A csoport győztese                                | 2022. június 14.       | 5                                         |
| Indonézia               | Harmadik forduló, A csoport második helyezettje                     | 2022. június 14.       | 5                                         |

## Sorsolás
A csoportkör sorsolását 2023. május 11-én tartották Dohában. A kiemelés a 2023. áprilisi FIFA-világranglista alapján történt.
| 1. kalap | 2. kalap | 3. kalap                                                                                               | 4. kalap |
| --- | --- | --- | --- |
| - Katar (61.) (rendező) · Japán (20.) - Irán (24.) - Dél-Korea (27.) - Ausztrália (29.) - Szaúd-Arábia (54.) | - Irak (67.) - Egyesült Arab Emírségek (72.) - Omán (73.) - Üzbegisztán (74.) - Kína (81.) - Jordánia (84.) | - Bahrein (85.) - Szíria (90.) - Palesztina (93.) - Vietnám (95.) - Kirgizisztán (96.) - Libanon (99.) | - India (101.) - Tádzsikisztán (109.) - Thaiföld (114.) - Malajzia (138.) - Hongkong (147.) - Indonézia (149.) |

A sorsolás eredménye
A csapatokat hat csoportba sorsolták. Az 1. kalap csapatai az 1. sorszámot kapták. A többi csapat után – eltérően a korábbi tornákhoz – sorszámot is sorsoltak, amely meghatározta a menetrendet. 
| Poz. | Csapat        |
| ---- | ------------- |
| A1   | Katar         |
| A2   | Kína          |
| A3   | Tádzsikisztán |
| A4   | Libanon       |

| Poz. | Csapat      |
| ---- | ----------- |
| B1   | Ausztrália  |
| B2   | Üzbegisztán |
| B3   | Szíria      |
| B4   | India       |

| Poz. | Csapat                  |
| ---- | ----------------------- |
| C1   | Irán                    |
| C2   | Egyesült Arab Emírségek |
| C3   | Hongkong                |
| C4   | Palesztina              |

| Poz. | Csapat    |
| ---- | --------- |
| D1   | Japán     |
| D2   | Indonézia |
| D3   | Irak      |
| D4   | Vietnám   |

| Poz. | Csapat    |
| ---- | --------- |
| E1   | Dél-Korea |
| E2   | Malajzia  |
| E3   | Jordánia  |
| E4   | Bahrein   |

| Poz. | Csapat       |
| ---- | ------------ |
| F1   | Szaúd-Arábia |
| F2   | Thaiföld     |
| F3   | Kirgizisztán |
| F4   | Omán         |

## Csoportkör
Az időpontok helyi idő (UTC+3) szerint, zárójelben magyar idő szerint (UTC+1) értendők.

### Sorrend meghatározása
A csoportokban ha két vagy több csapat a csoportmérkőzések után azonos pontszámmal állt, akkor a következő pontok alapján állapították meg a sorrendet:
1. több szerzett pont az azonosan álló csapatok közötti mérkőzéseken;
2. jobb gólkülönbség az azonosan álló csapatok közötti mérkőzéseken;
3. több szerzett gól az azonosan álló csapatok közötti mérkőzéseken;
4. ha kettőnél több csapat áll azonos pontszámmal, akkor az előző pontokat újra kell alkalmazni kizárólag a továbbra is azonosan álló csapatok között játszott mérkőzésekre;
5. jobb gólkülönbség az összes csoportmérkőzésen;
6. több szerzett gól az összes csoportmérkőzésen;
7. büntetőrúgások döntenek a sorrendről, ha két csapat az előző pontok alapján holtversenyben állt úgy, hogy az utolsó csoportmérkőzést egymás ellen játsszák;
8. alacsonyabb fair play pontszám (–1 pont egy sárga lapért, –3 pont két sárga lapot követő piros lapért, –3 pont egy azonnali piros lapért, –4 pont egy sárga lap és egy azonnali piros lapért);
9. sorsolás.

### A csoport
| Hely. | Csapat        | M | Gy | D | V | G+ | G– | Gk | P | Továbbjutás                                |
| ----- | ------------- | - | -- | - | - | -- | -- | -- | - | ------------------------------------------ |
| 1.    | Katar (R)     | 3 | 3  | 0 | 0 | 5  | 0  | +5 | 9 | Továbbjutott az egyenes kieséses szakaszba |
| 2.    | Tádzsikisztán | 3 | 1  | 1 | 1 | 2  | 2  | 0  | 4 | Továbbjutott az egyenes kieséses szakaszba |
| 3.    | Kína          | 3 | 0  | 2 | 1 | 0  | 1  | −1 | 2 |                                            |
| 4.    | Libanon       | 3 | 0  | 1 | 2 | 1  | 5  | −4 | 1 |                                            |

| 2024. január 12. 19:00 (17:00) |

| Katar                  | 3–0               | Libanon |
| ---------------------- | ----------------- | ------- |
| Afíf 45' 90+6' Ali 56' | (1–0) Jegyzőkönyv |         |

| Loszaíli Nemzeti Stadion, Loszaíl Nézőszám: 82 490 Játékvezető: Alirezá Fagáni (ausztrál) |

| 2024. január 13. 17:30 (15:30) |

| Kína | 0–0         | Tádzsikisztán |
| ---- | ----------- | ------------- |
|      | Jegyzőkönyv |               |

| Abdullah bin Khalifa Stadion, Doha Nézőszám: 4001 Játékvezető: Mohammed Al Hoaish (szaúd-arábiai) |

| 2024. január 17. 14:30 (12:30) |

| Libanon | 0–0         | Kína |
| ------- | ----------- | ---- |
|         | Jegyzőkönyv |      |

| Al-Thumama Stadion, Doha Nézőszám: 14 137 Játékvezető: Ko Hyung-jin (dél-koreai) |

| 2024. január 17. 17:30 (15:30) |

| Tádzsikisztán | 0–1               | Katar    |
| ------------- | ----------------- | -------- |
|               | (0–1) Jegyzőkönyv | Afíf 17' |

| Al Bayt Stadion, Al-Hor Nézőszám: 57 460 Játékvezető: Hiroyuki Kimura (japán) |

| 2024. január 22. 18:00 (16:00) |

| Katar         | 1–0               | Kína |
| ------------- | ----------------- | ---- |
| Al-Haydos 66' | (0–0) Jegyzőkönyv |      |

| Halífa Nemzetközi Stadion, Al-Rajján Nézőszám: 42 104 Játékvezető: Abdullah Jamali (kuvaiti) |

| 2024. január 22. 18:00 (16:00) |

| Tádzsikisztán                   | 2–1               | Libanon   |
| ------------------------------- | ----------------- | --------- |
| Umarbayev 80' Khamrokulov 90+2' | (0–0) Jegyzőkönyv | Jradi 47' |

| Jassim bin Hamad Stadion, Al-Rajján Nézőszám: 11 843 Játékvezető: Mohanad Qasim Sarray (iraki) |

### B csoport
| Hely. | Csapat      | M | Gy | D | V | G+ | G– | Gk | P | Továbbjutás                                |
| ----- | ----------- | - | -- | - | - | -- | -- | -- | - | ------------------------------------------ |
| 1.    | Ausztrália  | 3 | 2  | 1 | 0 | 4  | 1  | +3 | 7 | Továbbjutott az egyenes kieséses szakaszba |
| 2.    | Üzbegisztán | 3 | 1  | 2 | 0 | 4  | 1  | +3 | 5 | Továbbjutott az egyenes kieséses szakaszba |
| 3.    | Szíria      | 3 | 1  | 1 | 1 | 1  | 1  | 0  | 4 | Továbbjutott az egyenes kieséses szakaszba |
| 4.    | India       | 3 | 0  | 0 | 3 | 0  | 6  | −6 | 0 |                                            |

| 2024. január 13. 14:30 (12:30) |

| Ausztrália         | 2–0               | India |
| ------------------ | ----------------- | ----- |
| Irvine 50' Bos 73' | (0–0) Jegyzőkönyv |       |

| Ahmad bin Ali Stadion, Al-Rajján Nézőszám: 36 253 Játékvezető: Yoshimi Yamashita (japán) |

| 2024. január 13. 20:30 (18:30) |

| Üzbegisztán | 0–0         | Szíria |
| ----------- | ----------- | ------ |
|             | Jegyzőkönyv |        |

| Jassim bin Hamad Stadion, Al-Rajján Nézőszám: 10 198 Játékvezető: Ahmed Al-Kaf (ománi) |

| 2024. január 18. 14:30 (12:30) |

| Szíria | 0–1               | Ausztrália |
| ------ | ----------------- | ---------- |
|        | (0–0) Jegyzőkönyv | Irvine 59' |

| Jassim bin Hamad Stadion, Al-Rajján Nézőszám: 10 097 Játékvezető: Adel Al-Naqbi (Egyesült Arab Emírségekbeli) |

| 2024. január 18. 17:30 (15:30) |

| India | 0–3               | Üzbegisztán                                |
| ----- | ----------------- | ------------------------------------------ |
|       | (0–3) Jegyzőkönyv | Fayzullaev 4' Sergeev 18' Nasrullaev 45+4' |

| Ahmad bin Ali Stadion, Al-Rajján Nézőszám: 38 491 Játékvezető: Fu Ming (kínai) |

| 2024. január 23. 14:30 (12:30) |

| Ausztrália             | 1–1               | Üzbegisztán    |
| ---------------------- | ----------------- | -------------- |
| Boyle 45+1' (11-esből) | (1–0) Jegyzőkönyv | Turgunboev 78' |

| El-Dzsanúb Stadion, Al-Vakra Nézőszám: 15 290 Játékvezető: Yusuke Araki (japán) |

| 2024. január 23. 14:30 (12:30) |

| Szíria      | 1–0               | India |
| ----------- | ----------------- | ----- |
| Khribin 76' | (0–0) Jegyzőkönyv |       |

| Al Bayt Stadion, Al-Hor Nézőszám: 42 787 Játékvezető: Sivakorn Pu-udom (thaiföldi) |

### C csoport
| Hely. | Csapat                  | M | Gy | D | V | G+ | G– | Gk | P | Továbbjutás                                |
| ----- | ----------------------- | - | -- | - | - | -- | -- | -- | - | ------------------------------------------ |
| 1.    | Irán                    | 3 | 3  | 0 | 0 | 7  | 2  | +5 | 9 | Továbbjutott az egyenes kieséses szakaszba |
| 2.    | Egyesült Arab Emírségek | 3 | 1  | 1 | 1 | 5  | 4  | +1 | 4 | Továbbjutott az egyenes kieséses szakaszba |
| 3.    | Palesztina              | 3 | 1  | 1 | 1 | 5  | 5  | 0  | 4 | Továbbjutott az egyenes kieséses szakaszba |
| 4.    | Hongkong                | 3 | 0  | 0 | 3 | 1  | 7  | −6 | 0 |                                            |

| 2024. január 14. 17:30 (15:30) |

| Egyesült Arab Emírségek                                     | 3–1               | Hongkong          |
| ----------------------------------------------------------- | ----------------- | ----------------- |
| Adil 34' (11-esből) Sultan 52' Al-Ghassani 90+5' (11-esből) | (1–0) Jegyzőkönyv | Chan Siu Kwan 49' |

| Halífa Nemzetközi Stadion, Al-Rajján Nézőszám: 15 586 Játékvezető: Muhammad Taqi (szingapúri) |

| 2024. január 14. 20:30 (18:30) |

| Irán                                                   | 4–1               | Palesztina  |
| ------------------------------------------------------ | ----------------- | ----------- |
| Anszári-Fard 2' Khalilzadeh 12' Ghayedi 38' Azmoun 55' | (3–1) Jegyzőkönyv | Seyam 45+6' |

| Egyetemvárosi Stadion, Al-Rajján Nézőszám: 27 691 Játékvezető: Abdulramán al-Dzsasszím (katari) |

| 2024. január 18. 20:30 (18:30) |

| Palesztina         | 1–1               | Egyesült Arab Emírségek |
| ------------------ | ----------------- | ----------------------- |
| Nasser 50' (öngól) | (0–1) Jegyzőkönyv | Adil 23'                |

| El-Dzsanúb Stadion, Al-Vakra Nézőszám: 41 986 Játékvezető: Ahmad Al-Ali (kuvaiti) |

| 2024. január 19. 20:30 (18:30) |

| Hongkong | 0–1               | Irán        |
| -------- | ----------------- | ----------- |
|          | (0–1) Jegyzőkönyv | Ghayedi 24' |

| Halífa Nemzetközi Stadion, Al-Rajján Nézőszám: 36 412 Játékvezető: Hanna Hattab (szíriai) |

| 2024. január 23. 18:00 (16:00) |

| Irán           | 2–1               | Egyesült Arab Emírségek |
| -------------- | ----------------- | ----------------------- |
| Taremi 26' 65' | (1–0) Jegyzőkönyv | Al-Ghassani 90+3'       |

| Egyetemvárosi Stadion, Al-Rajján Nézőszám: 34 259 Játékvezető: Ilgiz Tantashev (üzbegisztáni) |

| 2024. január 23. 18:00 (16:00) |

| Hongkong | 0–3               | Palesztina                 |
| -------- | ----------------- | -------------------------- |
|          | (0–1) Jegyzőkönyv | Dabbagh 12' 60' Qunbar 48' |

| Abdullah bin Khalifa Stadion, Doha Nézőszám: 6568 Játékvezető: Shaun Evans (ausztrál) |

### D csoport
| Hely. | Csapat    | M | Gy | D | V | G+ | G– | Gk | P | Továbbjutás                                |
| ----- | --------- | - | -- | - | - | -- | -- | -- | - | ------------------------------------------ |
| 1.    | Irak      | 3 | 3  | 0 | 0 | 8  | 4  | +4 | 9 | Továbbjutott az egyenes kieséses szakaszba |
| 2.    | Japán     | 3 | 2  | 0 | 1 | 8  | 5  | +3 | 6 | Továbbjutott az egyenes kieséses szakaszba |
| 3.    | Indonézia | 3 | 1  | 0 | 2 | 3  | 6  | −3 | 3 | Továbbjutott az egyenes kieséses szakaszba |
| 4.    | Vietnám   | 3 | 0  | 0 | 3 | 4  | 8  | −4 | 0 |                                            |

| 2024. január 14. 14:30 (12:30) |

| Japán                                    | 4–2               | Vietnám                               |
| ---------------------------------------- | ----------------- | ------------------------------------- |
| Minamino 11' 45' Nakamura 45+4' Ueda 85' | (3–2) Jegyzőkönyv | Nguyễn Đình Bắc 16' Phạm Tuấn Hải 33' |

| Al-Thumama Stadion, Doha Nézőszám: 17 385 Játékvezető: Kim Jong-hyeok (dél-koreai) |

| 2024. január 15. 17:30 (15:30) |

| Indonézia     | 1–3               | Irak                            |
| ------------- | ----------------- | ------------------------------- |
| Marselino 37' | (1–2) Jegyzőkönyv | Ali 17' Rasíd 45+7' Hussein 75' |

| Ahmad bin Ali Stadion, Al-Rajján Nézőszám: 16 532 Játékvezető: Ilgiz Tantashev (üzbegisztáni) |

| 2024. január 19. 14:30 (12:30) |

| Irak             | 2–1               | Japán      |
| ---------------- | ----------------- | ---------- |
| Hussein 5' 45+4' | (2–0) Jegyzőkönyv | Endō 90+3' |

| Egyetemvárosi Stadion, Al-Rajján Nézőszám: 38 663 Játékvezető: Khalid Al-Turais (szaúd-arábiai) |

| 2024. január 19. 17:30 (15:30) |

| Vietnám | 0–1               | Indonézia             |
| ------- | ----------------- | --------------------- |
|         | (0–1) Jegyzőkönyv | Asnawi 42' (11-esből) |

| Abdullah bin Khalifa Stadion, Doha Nézőszám: 7253 Játékvezető: Sadullo Gulmurodi (tádzsik) |

| 2024. január 24. 14:30 (12:30) |

| Japán                                     | 3–1               | Indonézia   |
| ----------------------------------------- | ----------------- | ----------- |
| Ueda 6' (11-esből) 52' Hubner 88' (öngól) | (1–0) Jegyzőkönyv | Walsh 90+1' |

| Al-Thumama Stadion, Doha Nézőszám: 26 453 Játékvezető: Khamis Al-Marri (katari) |

| 2024. január 24. 14:30 (12:30) |

| Irak                                     | 3–2               | Vietnám                                       |
| ---------------------------------------- | ----------------- | --------------------------------------------- |
| Sulaka 47' Hussein 73' 90+12' (11-esből) | (0–1) Jegyzőkönyv | Bùi Hoàng Việt Anh 42' Nguyễn Quang Hải 90+1' |

| Jassim bin Hamad Stadion, Al-Rajján Nézőszám: 8932 Játékvezető: Nazmi Nasaruddin (maláj) |

### E csoport
| Hely. | Csapat    | M | Gy | D | V | G+ | G– | Gk | P | Továbbjutás                                |
| ----- | --------- | - | -- | - | - | -- | -- | -- | - | ------------------------------------------ |
| 1.    | Bahrein   | 3 | 2  | 0 | 1 | 3  | 3  | 0  | 6 | Továbbjutott az egyenes kieséses szakaszba |
| 2.    | Dél-Korea | 3 | 1  | 2 | 0 | 8  | 6  | +2 | 5 | Továbbjutott az egyenes kieséses szakaszba |
| 3.    | Jordánia  | 3 | 1  | 1 | 1 | 6  | 3  | +3 | 4 | Továbbjutott az egyenes kieséses szakaszba |
| 4.    | Malajzia  | 3 | 0  | 1 | 2 | 3  | 8  | −5 | 1 |                                            |

| 2024. január 15. 14:30 (12:30) |

| Dél-Korea                           | 3–1               | Bahrein        |
| ----------------------------------- | ----------------- | -------------- |
| Hwang In-beom 38' I Kanging 56' 68' | (1–0) Jegyzőkönyv | Al-Hashash 51' |

| Jassim bin Hamad Stadion, Al-Rajján Nézőszám: 8388 Játékvezető: Ma Ning (kínai) |

| 2024. január 15. 20:30 (18:30) |

| Malajzia | 0–4               | Jordánia                                       |
| -------- | ----------------- | ---------------------------------------------- |
|          | (0–3) Jegyzőkönyv | Al-Mardi 12' 32' Al-Taamari 18' (11-esből) 85' |

| El-Dzsanúb Stadion, Al-Vakra Nézőszám: 20 410 Játékvezető: Mohammed Abdulla Hassan Mohamed (Egyesült Arab Emírségekbeli) |

| 2024. január 20. 14:30 (12:30) |

| Jordánia                                  | 2–2               | Dél-Korea                                        |
| ----------------------------------------- | ----------------- | ------------------------------------------------ |
| Park Yong-woo 37' (öngól) Al-Naimat 45+6' | (2–1) Jegyzőkönyv | Szon Hungmin 9' (11-esből) Al-Arab 90+1' (öngól) |

| Al-Thumama Stadion, Doha Nézőszám: 36 627 Játékvezető: Salman Falahi (katari) |

| 2024. január 20. 17:30 (15:30) |

| Bahrein     | 1–0               | Malajzia |
| ----------- | ----------------- | -------- |
| Madan 90+5' | (0–0) Jegyzőkönyv |          |

| Jassim bin Hamad Stadion, Al-Rajján Nézőszám: 10 386 Játékvezető: Ahmed Al-Kaf (ománi) |

| 2024. január 25. 14:30 (12:30) |

| Dél-Korea                                                            | 3–3               | Malajzia                                      |
| -------------------------------------------------------------------- | ----------------- | --------------------------------------------- |
| Jeong Woo-yeong 21' Syihan 82' (öngól) Szon Hungmin 90+4' (11-esből) | (1–0) Jegyzőkönyv | Faisal 51' Arif 62' (11-esből) Morales 90+15' |

| El-Dzsanúb Stadion, Al-Vakra Nézőszám: 30 117 Játékvezető: Khalid Al-Turais (szaúd-arábiai) |

| 2024. január 25. 14:30 (12:30) |

| Jordánia | 0–1               | Bahrein   |
| -------- | ----------------- | --------- |
|          | (0–1) Jegyzőkönyv | Helal 34' |

| Halífa Nemzetközi Stadion, Al-Rajján Nézőszám: 39 650 Játékvezető: Omar Al-Ali (Egyesült Arab Emírségekbeli) |

### F csoport
| Hely. | Csapat       | M | Gy | D | V | G+ | G– | Gk | P | Továbbjutás                                |
| ----- | ------------ | - | -- | - | - | -- | -- | -- | - | ------------------------------------------ |
| 1.    | Szaúd-Arábia | 3 | 2  | 1 | 0 | 4  | 1  | +3 | 7 | Továbbjutott az egyenes kieséses szakaszba |
| 2.    | Thaiföld     | 3 | 1  | 2 | 0 | 2  | 0  | +2 | 5 | Továbbjutott az egyenes kieséses szakaszba |
| 3.    | Omán         | 3 | 0  | 2 | 1 | 2  | 3  | −1 | 2 |                                            |
| 4.    | Kirgizisztán | 3 | 0  | 1 | 2 | 1  | 5  | −4 | 1 |                                            |

| 2024. január 16. 17:30 (15:30) |

| Thaiföld         | 2–0               | Kirgizisztán |
| ---------------- | ----------------- | ------------ |
| Supachai 26' 48' | (1–0) Jegyzőkönyv |              |

| Abdullah bin Khalifa Stadion, Doha Nézőszám: 4530 Játékvezető: Adham Makhadmeh (jordán) |

| 2024. január 16. 20:30 (18:30) |

| Szaúd-Arábia                 | 2–1               | Omán                      |
| ---------------------------- | ----------------- | ------------------------- |
| Ghareeb 78' Al-Bulaihi 90+6' | (0–1) Jegyzőkönyv | Al-Yahyaei 14' (11-esből) |

| Halífa Nemzetközi Stadion, Al-Rajján Nézőszám: 41 987 Játékvezető: Shaun Evans (ausztrál) |

| 2024. január 21. 17:30 (15:30) |

| Omán | 0–0         | Thaiföld |
| ---- | ----------- | -------- |
|      | Jegyzőkönyv |          |

| Abdullah bin Khalifa Stadion, Doha Nézőszám: 6340 Játékvezető: Mooud Bonyadifard (iráni) |

| 2024. január 21. 20:30 (18:30) |

| Kirgizisztán | 0–2               | Szaúd-Arábia            |
| ------------ | ----------------- | ----------------------- |
|              | (0–1) Jegyzőkönyv | Kanno 35' Al-Ghamdi 84' |

| Ahmad bin Ali Stadion, Al-Rajján Nézőszám: 39 557 Játékvezető: Iida Jumpei (japán) |

| 2024. január 25. 18:00 (16:00) |

| Szaúd-Arábia | 0–0         | Thaiföld |
| ------------ | ----------- | -------- |
|              | Jegyzőkönyv |          |

| Egyetemvárosi Stadion, Al-Rajján Nézőszám: 38 773 Játékvezető: Kim Hee-gon (dél-koreai) |

| 2024. január 25. 18:00 (16:00) |

| Kirgizisztán | 1–1               | Omán           |
| ------------ | ----------------- | -------------- |
| Kojo 80'     | (0–1) Jegyzőkönyv | Al-Ghassani 8' |

| Abdullah bin Khalifa Stadion, Doha Nézőszám: 6231 Játékvezető: Ahmad Al-Ali (kuvaiti) |

### Harmadik helyezett csapatok sorrendje
| Hely. | Cs | Csapat     | M | Gy | D | V | G+ | G– | Gk | P | Továbbjutás                                |
| ----- | -- | ---------- | - | -- | - | - | -- | -- | -- | - | ------------------------------------------ |
| 1.    | E  | Jordánia   | 3 | 1  | 1 | 1 | 6  | 3  | +3 | 4 | Továbbjutott az egyenes kieséses szakaszba |
| 2.    | C  | Palesztina | 3 | 1  | 1 | 1 | 5  | 5  | 0  | 4 | Továbbjutott az egyenes kieséses szakaszba |
| 3.    | B  | Szíria     | 3 | 1  | 1 | 1 | 1  | 1  | 0  | 4 | Továbbjutott az egyenes kieséses szakaszba |
| 4.    | D  | Indonézia  | 3 | 1  | 0 | 2 | 3  | 6  | −3 | 3 | Továbbjutott az egyenes kieséses szakaszba |
| 5.    | F  | Omán       | 3 | 0  | 2 | 1 | 2  | 3  | −1 | 2 |                                            |
| 6.    | A  | Kína       | 3 | 0  | 2 | 1 | 0  | 1  | −1 | 2 |                                            |

## Egyenes kieséses szakasz
A harmadik helyezettekkel történő párosítás attól függött, hogy mely csoportok harmadik helyezettjei jutottak tovább. A következő táblázat a lehetséges párosításokat mutatja:
| Továbbjutott harmadik helyezettek | Továbbjutott harmadik helyezettek | Továbbjutott harmadik helyezettek | Továbbjutott harmadik helyezettek | Továbbjutott harmadik helyezettek | Továbbjutott harmadik helyezettek | A1 vs | B1 vs | C1 vs | D1 vs |
| --------------------------------- | --------------------------------- | --------------------------------- | --------------------------------- | --------------------------------- | --------------------------------- | ----- | ----- | ----- | ----- |
| A                                 | B                                 | C                                 | D                                 |                                   |                                   | C3    | D3    | A3    | B3    |
| A                                 | B                                 | C                                 |                                   | E                                 |                                   | C3    | A3    | B3    | E3    |
| A                                 | B                                 | C                                 |                                   |                                   | F                                 | C3    | A3    | B3    | F3    |
| A                                 | B                                 |                                   | D                                 | E                                 |                                   | D3    | A3    | B3    | E3    |
| A                                 | B                                 |                                   | D                                 |                                   | F                                 | D3    | A3    | B3    | F3    |
| A                                 | B                                 |                                   |                                   | E                                 | F                                 | E3    | A3    | B3    | F3    |
| A                                 |                                   | C                                 | D                                 | E                                 |                                   | C3    | D3    | A3    | E3    |
| A                                 |                                   | C                                 | D                                 |                                   | F                                 | C3    | D3    | A3    | F3    |
| A                                 |                                   | C                                 |                                   | E                                 | F                                 | C3    | A3    | F3    | E3    |
| A                                 |                                   |                                   | D                                 | E                                 | F                                 | D3    | A3    | F3    | E3    |
|                                   | B                                 | C                                 | D                                 | E                                 |                                   | C3    | D3    | B3    | E3    |
|                                   | B                                 | C                                 | D                                 |                                   | F                                 | C3    | D3    | B3    | F3    |
|                                   | B                                 | C                                 |                                   | E                                 | F                                 | E3    | C3    | B3    | F3    |
|                                   | B                                 |                                   | D                                 | E                                 | F                                 | E3    | D3    | B3    | F3    |
|                                   |                                   | C                                 | D                                 | E                                 | F                                 | C3    | D3    | F3    | E3    |

### Ágrajz
|  |                                           |                         |                                        |                                        |   |               |                                        |              |  |  |           |           |           |  |  |       |       |       |
|  | Nyolcaddöntők                             | Nyolcaddöntők           | Nyolcaddöntők                          |                                        |   | Negyeddöntők  | Negyeddöntők                           | Negyeddöntők |  |  | Elődöntők | Elődöntők | Elődöntők |  |  | Döntő | Döntő | Döntő |
|  | Nyolcaddöntők                             | Nyolcaddöntők           | Nyolcaddöntők                          |                                        |   | Negyeddöntők  | Negyeddöntők                           | Negyeddöntők |  |  | Elődöntők | Elődöntők | Elődöntők |  |  | Döntő | Döntő | Döntő |
|  | január 28. – Al-Rajján (Ahmad bin Ali)    |                         |                                        |                                        |   |               |                                        |              |  |  |           |           |           |  |  |       |       |       |
|  |                                           |                         |                                        |                                        |   |               |                                        |              |  |  |           |           |           |  |  |       |       |       |
|  | A2                                        | Tádzsikisztán           | 1 (5)                                  |                                        |   |               |                                        |              |  |  |           |           |           |  |  |       |       |       |
|  | A2                                        | Tádzsikisztán           | 1 (5)                                  | február 2. – Al-Rajján (Ahmad bin Ali) |   |               |                                        |              |  |  |           |           |           |  |  |       |       |       |
|  | C2                                        | Egyesült Arab Emírségek | 1 (3)                                  |                                        |   |               |                                        |              |  |  |           |           |           |  |  |       |       |       |
|  | C2                                        | Egyesült Arab Emírségek | 1 (3)                                  |                                        |   | Tádzsikisztán | Tádzsikisztán                          | 0            |  |  |           |           |           |  |  |       |       |       |
|  | január 29. – Al-Rajján (Halífa)           |                         |                                        |                                        |   | Tádzsikisztán | Tádzsikisztán                          | 0            |  |  |           |           |           |  |  |       |       |       |
|  |                                           |                         | Jordánia                               | Jordánia                               | 1 |               |                                        |              |  |  |           |           |           |  |  |       |       |       |
|  | D1                                        | Irak                    | Jordánia                               | Jordánia                               | 1 | 2             |                                        |              |  |  |           |           |           |  |  |       |       |       |
|  | D1                                        | Irak                    |                                        |                                        |   | 2             | február 6. – Al-Rajján (Ahmad bin Ali) |              |  |  |           |           |           |  |  |       |       |       |
|  | BEF3                                      | Jordánia                | 3                                      |                                        |   |               |                                        |              |  |  |           |           |           |  |  |       |       |       |
|  | BEF3                                      | Jordánia                | 3                                      |                                        |   | Jordánia      | Jordánia                               | 2            |  |  |           |           |           |  |  |       |       |       |
|  | január 28. – Al-Rajján (Jassim bin Hamad) |                         |                                        |                                        |   | Jordánia      | Jordánia                               | 2            |  |  |           |           |           |  |  |       |       |       |
|  |                                           |                         | Dél-Korea                              | Dél-Korea                              | 0 |               |                                        |              |  |  |           |           |           |  |  |       |       |       |
|  | B1                                        | Ausztrália              | Dél-Korea                              | Dél-Korea                              | 0 | 4             |                                        |              |  |  |           |           |           |  |  |       |       |       |
|  | B1                                        | Ausztrália              | február 2. – Al-Vakra                  |                                        |   | 4             |                                        |              |  |  |           |           |           |  |  |       |       |       |
|  | ACD3                                      | Indonézia               | 0                                      |                                        |   |               |                                        |              |  |  |           |           |           |  |  |       |       |       |
|  | ACD3                                      | Indonézia               | 0                                      |                                        |   | Ausztrália    | Ausztrália                             | 1            |  |  |           |           |           |  |  |       |       |       |
|  | január 30. – Al-Rajján (Egyetemvárosi)    |                         |                                        |                                        |   | Ausztrália    | Ausztrália                             | 1            |  |  |           |           |           |  |  |       |       |       |
|  |                                           |                         | Dél-Korea                              | Dél-Korea                              | 2 |               |                                        |              |  |  |           |           |           |  |  |       |       |       |
|  | F1                                        | Szaúd-Arábia            | Dél-Korea                              | Dél-Korea                              | 2 | 1 (2)         |                                        |              |  |  |           |           |           |  |  |       |       |       |
|  | F1                                        | Szaúd-Arábia            |                                        |                                        |   | 1 (2)         | február 10. – Loszaíl                  |              |  |  |           |           |           |  |  |       |       |       |
|  | E2                                        | Dél-Korea               | 1 (4)                                  |                                        |   |               |                                        |              |  |  |           |           |           |  |  |       |       |       |
|  | E2                                        | Dél-Korea               | 1 (4)                                  |                                        |   | Jordánia      | Jordánia                               | 1            |  |  |           |           |           |  |  |       |       |       |
|  | január 31. – Doha (Abdullah bin Khalifa)  |                         |                                        |                                        |   | Jordánia      | Jordánia                               | 1            |  |  |           |           |           |  |  |       |       |       |
|  |                                           |                         | Katar                                  | Katar                                  | 3 |               |                                        |              |  |  |           |           |           |  |  |       |       |       |
|  | C1                                        | Irán                    | Katar                                  | Katar                                  | 3 | 1 (5)         |                                        |              |  |  |           |           |           |  |  |       |       |       |
|  | C1                                        | Irán                    | február 3. – Al-Rajján (Egyetemvárosi) |                                        |   | 1 (5)         |                                        |              |  |  |           |           |           |  |  |       |       |       |
|  | ABF3                                      | Szíria                  | 1 (3)                                  |                                        |   |               |                                        |              |  |  |           |           |           |  |  |       |       |       |
|  | ABF3                                      | Szíria                  | 1 (3)                                  |                                        |   | Irán          | Irán                                   | 2            |  |  |           |           |           |  |  |       |       |       |
|  | január 31. – Doha (Al-Thumama)            |                         |                                        |                                        |   | Irán          | Irán                                   | 2            |  |  |           |           |           |  |  |       |       |       |
|  |                                           |                         | Japán                                  | Japán                                  | 1 |               |                                        |              |  |  |           |           |           |  |  |       |       |       |
|  | E1                                        | Bahrein                 | Japán                                  | Japán                                  | 1 | 1             |                                        |              |  |  |           |           |           |  |  |       |       |       |
|  | E1                                        | Bahrein                 |                                        |                                        |   | 1             | február 7. – Doha (Al-Thumama)         |              |  |  |           |           |           |  |  |       |       |       |
|  | D2                                        | Japán                   | 3                                      |                                        |   |               |                                        |              |  |  |           |           |           |  |  |       |       |       |
|  | D2                                        | Japán                   | 3                                      |                                        |   | Irán          | Irán                                   | 2            |  |  |           |           |           |  |  |       |       |       |
|  | január 29. – Al-Hor                       |                         |                                        |                                        |   | Irán          | Irán                                   | 2            |  |  |           |           |           |  |  |       |       |       |
|  |                                           |                         | Katar                                  | Katar                                  | 3 |               |                                        |              |  |  |           |           |           |  |  |       |       |       |
|  | A1                                        | Katar                   | Katar                                  | Katar                                  | 3 | 2             |                                        |              |  |  |           |           |           |  |  |       |       |       |
|  | A1                                        | Katar                   | február 3. – Al-Hor                    |                                        |   | 2             |                                        |              |  |  |           |           |           |  |  |       |       |       |
|  | CDE3                                      | Palesztina              | 1                                      |                                        |   |               |                                        |              |  |  |           |           |           |  |  |       |       |       |
|  | CDE3                                      | Palesztina              | 1                                      |                                        |   | Katar         | Katar                                  | 1 (3)        |  |  |           |           |           |  |  |       |       |       |
|  | január 30. – Al-Vakra                     |                         |                                        |                                        |   | Katar         | Katar                                  | 1 (3)        |  |  |           |           |           |  |  |       |       |       |
|  |                                           |                         | 1 (2) Üzbegisztán                      |                                        |   |               |                                        |              |  |  |           |           |           |  |  |       |       |       |
|  | B2                                        | Üzbegisztán             | 2                                      |                                        |   |               |                                        |              |  |  |           |           |           |  |  |       |       |       |
|  | B2                                        | Üzbegisztán             | 2                                      |                                        |   |               |                                        |              |  |  |           |           |           |  |  |       |       |       |
|  | F2                                        | Thaiföld                | 1                                      |                                        |   |               |                                        |              |  |  |           |           |           |  |  |       |       |       |
|  | F2                                        | Thaiföld                | 1                                      |                                        |   |               |                                        |              |  |  |           |           |           |  |  |       |       |       |
|  |                                           |                         |                                        |                                        |   |               |                                        |              |  |  |           |           |           |  |  |       |       |       |

### Nyolcaddöntők
| 2024. január 28. 14:30 (12:30) |

| Ausztrália                                              | 4–0               | Indonézia |
| ------------------------------------------------------- | ----------------- | --------- |
| Baggott 12' (öngól) Boyle 45' Goodwin 89' Souttar 90+1' | (2–0) Jegyzőkönyv |           |

| Jassim bin Hamad Stadion, Al-Rajján Játékvezető: Mohammed Abdulla Hassan Mohamed (egyesült arab emirátusi) |

| 2024. január 28. 19:00 (17:00) |

| Tádzsikisztán                               | 1–1 (h. u.)                 | Egyesült Arab Emírségek |
| ------------------------------------------- | --------------------------- | ----------------------- |
| Khanonov 30'                                | (1–0, 1–1, 1–1) Jegyzőkönyv | Al Hammadi 90+5'        |
| Büntetőpárbaj                               |                             |                         |
| Nazarov Khanonov Panjshanbe Soirov Shukurov | 5–3                         | Idrees Caio Lima Saleh  |

| Ahmad bin Ali Stadion, Al-Rajján Játékvezető: Yusuke Araki (japán) |

| 2024. január 29. 14:30 (12:30) |

| Irak                  | 2–3               | Jordánia                                       |
| --------------------- | ----------------- | ---------------------------------------------- |
| Natiq 68' Hussein 76' | (0–1) Jegyzőkönyv | Al-Naimat 45+1' Al-Arab 90+5' Al-Rashdan 90+7' |

| Halífa Nemzetközi Stadion, Al-Rajján Nézőszám: 35 814 Játékvezető: Alireza Faghani (ausztrál) |

| 2024. január 29. 19:00 (17:00) |

| Katar                               | 2–1               | Palesztina  |
| ----------------------------------- | ----------------- | ----------- |
| Al-Haydos 45+6' Afif 49' (11-esből) | (1–1) Jegyzőkönyv | Dabbagh 37' |

| Al Bayt Stadion, Al-Hor Játékvezető: Ma Ning (kínai) |

| 2024. január 30. 14:30 (12:30) |

| Üzbegisztán                   | 2–1               | Thaiföld     |
| ----------------------------- | ----------------- | ------------ |
| Turgunboev 37' Fayzullaev 65' | (1–0) Jegyzőkönyv | Supachok 58' |

| El-Dzsanúb Stadion, Al-Vakra Nézőszám: 18 691 Játékvezető: Nazmi Nasaruddin (maláj) |

| 2024. január 30. 19:00 (17:00) |

| Szaúd-Arábia                      | 1–1 (h. u.)                 | Dél-Korea                                                |
| --------------------------------- | --------------------------- | -------------------------------------------------------- |
| Radif 46'                         | (0–0, 1–1, 1–1) Jegyzőkönyv | Cho Gue-sung 90+9'                                       |
| Büntetőpárbaj                     |                             |                                                          |
| Kanno Abdulhamid Al-Najei Ghareeb | 2–4                         | Son Heung-min Kim Young-gwon Cho Gue-sung Hwang Hee-chan |

| Egyetemvárosi Stadion, Al-Rajján Játékvezető: Ilgiz Tantashev (üzbég) |

| 2024. január 31. 14:30 (12:30) |

| Bahrein          | 1–3               | Japán                      |
| ---------------- | ----------------- | -------------------------- |
| Ueda 64' (öngól) | (0–1) Jegyzőkönyv | Dōan 31' Kubo 49' Ueda 72' |

| Al-Thumama Stadion, Doha Nézőszám: 31 832 Játékvezető: Ahmad Al-Ali (kuvaiti) |

| 2024. január 31. 19:00 (17:00) |

| Irán                                        | 1–1 (h. u.)                 | Szíria                       |
| ------------------------------------------- | --------------------------- | ---------------------------- |
| Taremi 34' (11-esből)                       | (1–0, 1–1, 1–1) Jegyzőkönyv | Khribin 64' (11-esből)       |
| Büntetőpárbaj                               |                             |                              |
| Ansarifard Rezaeian Ebrahimi Torabi Hajsafi | 5–3                         | Sabbag Youssef Ousou Al Dali |

| Abdullah bin Khalifa Stadion, Doha Nézőszám: 8720 Játékvezető: Kim Jong-hyeok (dél-koreai) |

### Negyeddöntők
| 2024. február 2. 14:30 (12:30) |

| Tádzsikisztán | 0–1               | Jordánia            |
| ------------- | ----------------- | ------------------- |
|               | (0–0) Jegyzőkönyv | Hanonov 66' (öngól) |

| Ahmad bin Ali Stadion, Al-Rajján Nézőszám: 35 530 Játékvezető: Fu Ming (kínai) |

| 2024. február 2. 18:30 (16:30) |

| Ausztrália  | 1–2 (h. u.)                 | Dél-Korea                                          |
| ----------- | --------------------------- | -------------------------------------------------- |
| Goodwin 42' | (1–0, 1–1, 1–2) Jegyzőkönyv | Hwang Hee-chan 90+6' (11-esből) Son Heung-min 104' |

| El-Dzsanúb Stadion, Al-Vakra Nézőszám: 39 632 Játékvezető: Ahmed Al-Kaf (ománi) |

| 2024. február 3. 14:30 (12:30) |

| Irán                                    | 2–1               | Japán      |
| --------------------------------------- | ----------------- | ---------- |
| Mohebi 55' Jahanbakhsh 90+6' (11-esből) | (0–1) Jegyzőkönyv | Morita 28' |

| Egyetemvárosi Stadion, Al-Rajján Nézőszám: 35 640 Játékvezető: Ma Ning (kínai) |

| 2024. február 3. 18:30 (16:30) |

| Katar                                  | 1–1 (h. u.)                 | Üzbegisztán                                         |
| -------------------------------------- | --------------------------- | --------------------------------------------------- |
| Yusupov 27' (öngól)                    | (1–0, 1–1, 1–1) Jegyzőkönyv | Hamrobekov 59'                                      |
| Büntetőpárbaj                          |                             |                                                     |
| Afif Almoez Ali Mukhtar Al-Brake Ró-Ró | 3–2                         | Shukurov Ashurmatov Umarov Abdurakhmatov Masharipov |

| Al Bayt Stadion, Al-Hor Nézőszám: 58 791 Játékvezető: Kim Hee-gon (dél-koreai) |

### Elődöntők
| 2024. február 6. 18:00 (16:00) |

| Jordánia                     | 2–0               | Dél-Korea |
| ---------------------------- | ----------------- | --------- |
| Al-Naimat 53' Al-Taamari 66' | (0–0) Jegyzőkönyv |           |

| Ahmad bin Ali Stadion, Al-Rajján Nézőszám: 42 850 Játékvezető: Mohammed Abdulla Hassan Mohamed (Egyesült Arab Emírségekbeli) |

| 2024. február 7. 18:00 (16:00) |

| Irán                                 | 2–3               | Katar                      |
| ------------------------------------ | ----------------- | -------------------------- |
| Azmoun 4' Jahanbakhsh 51' (11-esből) | (1–2) Jegyzőkönyv | Gaber 17' Afif 43' Ali 82' |

| Al-Thumama Stadion, Doha Nézőszám: 40 342 Játékvezető: Ahmad Al-Ali (kuvaiti) |

### Döntő
| 2024. február 10. 18:00 (16:00) |

| Jordánia      | 1–3               | Katar                                               |
| ------------- | ----------------- | --------------------------------------------------- |
| Al-Naimat 67' | (0–1) Jegyzőkönyv | Afíf 22' (11-esből) 73' (11-esből) 90+5' (11-esből) |

| Loszaíli Nemzeti Stadion, Loszaíl Nézőszám: 86 492 Játékvezető: Ma Ning (kínai) |